# Annika Morgan
Annika Sophie Morgan (Garmisch-Partenkirchen, 12 de febrero de 2002) es una deportista alemana que compite en snowboard, especialista en las pruebas de big air y slopestyle.
Consiguió una medalla de plata en los X Games de Invierno Aspen 2024.
Participó en los Juegos Olímpicos de Pekín 2022, ocupando el octavo lugar en el slopestyle y el décimo en big air. Anteriormente, había ganado una medalla de plata en los Juegos Olímpicos de la Juventud de Invierno 2020 (big air).

## Medallero internacional
| \| X Games de Invierno \| X Games de Invierno \| X Games de Invierno \| X Games de Invierno \| \| Año \| Lugar \| Medalla \| Prueba \| \| ------------------- \| ---------------------- \| ------------------- \| ------------------- \| \| 2024 \| Aspen (Estados Unidos) \| Medalla de plata \| Knuckle huck \| |                        |                  |              |
| X Games de Invierno |                        |                  |              |
| Año | Lugar                  | Medalla          | Prueba       |
| 2024 | Aspen (Estados Unidos) | Medalla de plata | Knuckle huck |